# Paradise, Hawaiian Style
Paradise, Hawaiian Style è il 21° album in studio di Elvis Presley, pubblicato nel 1965 negli Stati Uniti, contenente la colonna sonora del film Paradiso hawaiano, da lui interpretato.

## Produzione
Le sedute di registrazione ebbero luogo nello studio Radio Recorders di Hollywood, California, il 26 e 27 luglio, e il 2 agosto 1965. 
Nessun singolo fu estratto dall'album. Durante le sedute di registrazione furono registrate 10 canzoni ma nel film ne furono incluse 9. La canzone scartata, Sand Castles, venne inclusa nell'album solo per raggiungere la quota minima di dieci brani in scaletta.

## Accoglienza
L'album raggiunse la posizione numero 15 nella classifica Top Pop Albums negli Stati Uniti. Nonostante il buon piazzamento in classifica, le vendite del disco non furono entusiasmanti (meno di 250,000 copie), raggiungendo il peggior risultato commerciale mai avuto da Presley fino a quel momento.
Il disco viene generalmente considerato dalla critica uno dei punti più bassi nella carriera di Presley, che fu costretto a registrare controvoglia brani dai titoli ridicoli come A Dog's Life, Scratch My Back, e Queenie Wahine's Papaya.

## Tracce

### Lato 1
1. Paradise, Hawaiian Style (Bill Giant, Bernie Baum, Florence Kaye) - 2:39
2. Queenie Wahine's Papaya (Bill Giant, Bernie Baum, Florence Kaye) - 1:35
3. Scratch My Back (Bill Giant, Bernie Baum, Florence Kaye) - 2:16
4. Drums Of The Islands (Sid Tepper e Roy C. Bennett) - 2:34
5. Datin' (Fred Wise e Randy Starr) - 1:23

### Lato 2
1. A Dog's Life (Ben Weisman e Sid Wayne) - 1:59
2. House of Sand (Bill Giant, Bernie Baum, Florence Kaye) - 2:04
3. Stop Where You Are (Bill Giant, Bernie Baum, Florence Kaye) - 2:06
4. This Is My Heaven (Bill Giant, Bernie Baum, Florence Kaye) - 2:36
5. Sand Castles (David Hess e Herb Goldberg) - 2:58

### Ristampa in CD del 2004 (serieFollow that Dream)
1. Paradise, Hawaiian Style - 2:39
2. Queenie Wahine's Papaya - 1:34
3. Scratch My Back - 2:15
4. Drums Of The Islands - 2:33
5. Datin' - 1:22
6. A Dog's Life - 1:58
7. House of Sand - 2:03
8. Stop Where You Are - 2:04
9. This Is My Heaven - 2:34
10. Sand Castles - 2:58
11. This Is My Heaven (take 4) - 3:01
12. A Dog's Life (takes 4, 5, 6) - 5:45
13. Datin'  (takes 6, 7, 8, 11, 12) - 3:23
14. This Is My Heaven (take 7) - 2:48
15. Drums Of The Islands (takes 4, 5) - 3:37
16. Queenie Wahine's Papaya (take 5) - 1:57
17. Stop Where You Are (take 1) - 2:40
18. House Of Sand (take 3 plus intro) - 4:44
19. Paradise, Hawaiian Style (takes 4, 1) - 4:04
20. Scratch My Back (take 1) - 2:29
21. A Dog's Life (take 8) - 2:06
22. Sand Castles (KOV take 1) - 3:06
23. Datin'  (takes 1, 2, 3, 4) - 3:20
24. This Is My Heaven (takes 1, 2, 3) - 3:56

## Formazione
- Elvis Presley - voce
- The Jordanaires - cori
- The Mello Men - cori
- Bernal Lewis - steel guitar
- Scotty Moore, Barney Kessel, Charlie McCoy - chitarra elettrica
- Howard Roberts, Allan Hendrickson - chitarra elettrica in Sand Castles
- Larry Muhoberac - pianoforte
- Ray Siegel, Keith Mitchell - basso
- D. J. Fontana, Hal Blaine, Milt Holland, Victor Feldman - batteria